# Nampont
Nampont é uma comuna francesa na região administrativa de Altos da França, no departamento de Somme. Estende-se por uma área de 19,39 km². Em 2010 a comuna tinha 255 habitantes (densidade: 13,2 hab./km²).